# 你也可以發光
你也可以發光（英語：You Can Shine）是潘婷洗髮精的商業廣告，製作出版於2009年，首版時間為4分3秒。该广告以卡農樂章串起，讲述一位聽障小提琴手，為了追求理想，歷經週遭人們的打擊與嘲弄，終以不屈不撓的精神在國際比賽中獲得他人肯定。
以聽障高中生為主角的該廣告片因故事感人，頗受注目。之後更通过YouTube推廣至全世界。直到2009年10月止，該影片已被點閱將近200萬次。